# IC 2872
IC 2872 — галактика типу EN (емісійна туманність) у сузір'ї Центавр.
Цей об'єкт міститься в оригінальній редакції індексного каталогу.